# 阿列日河畔塔拉斯孔
阿列日河畔塔拉斯孔（法語：Tarascon-sur-Ariège，法語發音：[taʁaskɔ̃ syʁ aʁjɛʒ]）是法国阿列日省的一个市镇，属于富瓦区。

## 地理
阿列日河畔塔拉斯孔（42°50'51"N, 1°36'22"E）面积8.65 平方千米，位于法国奧克西塔尼大區阿列日省，该省份为法国西南部内陆省份，西部和北部与上加龙省接壤，东临奥德省，东南至东比利牛斯省接壤，南与安道尔和西班牙接壤。
与阿列日河畔塔拉斯孔接壤的市镇（或旧市镇、城区）包括：阿利亚、阿里尼亚克、阿尔纳沃、邦帕斯、热纳、尼奥、基耶、拉巴-莱特鲁瓦塞尼厄尔、叙尔巴、于萨。
阿列日河畔塔拉斯孔的时区为UTC+01:00、UTC+02:00（夏令时）。

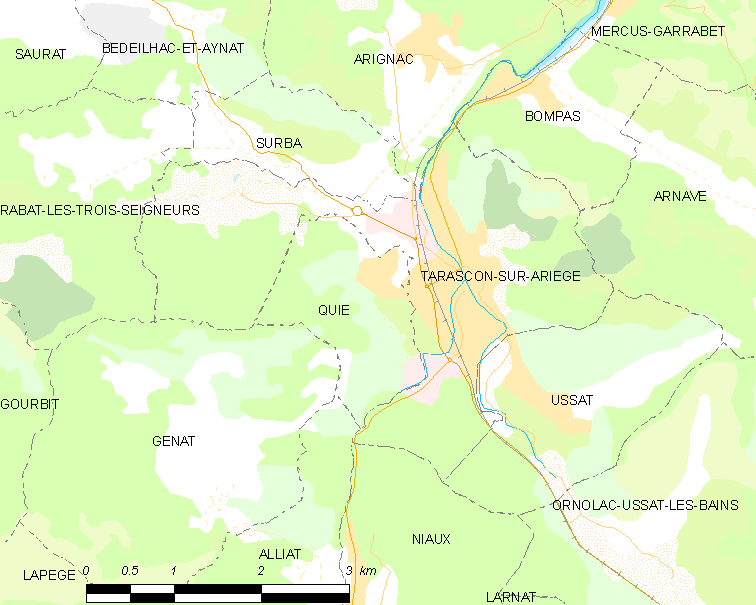
阿列日河畔塔拉斯孔的OSM定位图

## 行政
阿列日河畔塔拉斯孔的邮政编码为09400，INSEE市镇编码为09306。

## 政治
阿列日河畔塔拉斯孔所属的省级选区为萨巴尔泰斯县，同时阿列日河畔塔拉斯孔也是该县的中央投票站所在地。

## 人口

1962-2008年间阿列日河畔塔拉斯孔人口变化图示

阿列日河畔塔拉斯孔于2022年1月1日时的人口数量为3060人。